# Nariman Narimanov
Nəriman Kərbəlayi Nəcəf oğlu Nərimanov (in russo Нариман Кербалай Наджаф оглы Нариманов?, Nariman Kerbalaj Nadžaf ogly Narimanov, noto come Nariman Narimanov; Tiflis, 14 aprile 1870 – Mosca, 19 marzo 1925) è stato un politico, scrittore e giornalista azero e sovietico.

## Biografia
Nato nella famiglia di un piccolo commerciante, si diplomò al seminario magistrale di Gori nel 1890, dopodiché lavorò come insegnante in un villaggio azero del Governatorato di Tbilisi, dove iniziò ad interessarsi delle dure condizioni dei vita dei lavoratori. Trasferitosi a Baku scrisse i drammi Nevežestvo' e Nadir-šach. Nel 1902 si iscrisse alla facoltà di medicina dell'Università di Odessa e qui iniziò a collaborare con il movimento rivoluzionario. Nel 1905 aderì all'organizzazione socialdemocratica "Gummet", istituita presso il Comitato bolscevico di Baku con lo scopo di operare tra i lavoratori musulmani. Partecipò attivamente alla rivoluzione del 1905-1907, scrisse numerosi articoli, in particolare sul tema della collaborazione fra i diversi popoli dell'Impero russo, tradusse in azero il programma del POSDR. Nel 1909 venne arrestato e confinato per cinque anni nel Governatorato di Astrachan'. Nel 1917 venne eletto presidente del Gummet e fu uno dei principali leader, insieme a Stepan Šaumjan e Mešadi Azizbekov, della lotta per l'affermazione del potere sovietico nel Caucaso.
Nell'estate 1919 fu convocato a Mosca e nominato prima direttore del Dipartimento per il vicino oriente del Commissariato del popolo per gli affari esteri della RSFS Russa e poi vicecommissario del popolo per le nazionalità. Dal 1920 fu presidente del Comitato rivoluzionario dell'Azerbaigian e dal 1921 presidente del Consiglio dei commissari del popolo della RSS Azera. Dal 1922 alla morte, avvenuta tre anni più tardi, fu uno dei presidenti del Comitato esecutivo centrale dell'Unione Sovietica. Fece inoltre parte del Presidium del Partito Comunista dell'Azerbaigian e fu candidato membro del Comitato centrale del Partito Comunista Russo (bolscevico).